# Euphorbia brassii
Euphorbia brassii ist eine Pflanzenart aus der Gattung Wolfsmilch (Euphorbia) in der Familie der Wolfsmilchgewächse (Euphorbiaceae).

## Beschreibung
Die sukkulente Euphorbia brassii bildet Bäume bis 10 Meter Höhe und einer reichen Verzweigung aus, die augenscheinlich zweihäusig sind. An den etwas dicklichen, bis 1 Zentimeter Durchmesser großen Zweigen  werden hervortretende Blattnarben ausgebildet. Die langlebigen und verkehrt lanzettlichen Blätter werden bis 17 Zentimeter lang und 7 Zentimeter breit. Sie sind glänzend grün gefärbt und die Mittelrippe tritt auf der Unterseite deutlich hervor. Der Blattstiel kann bis 2 Zentimeter lang werden.
Der endständige Blütenstand ist mehrfach verzweigt und wird bis 8 Zentimeter lang. Die kurzlebigen Tragblätter werden 2,5 Millimeter lang und 1,5 Millimeter breit. Die Cyathien befinden sich an 3 Millimeter langen Stielen und werden 2 Millimeter lang und 3 Millimeter breit. Die elliptischen Nektardrüsen werden bis 2,5 Millimeter breit und stoßen nicht aneinander. Die kugelförmige Frucht ist fast sitzend und wird etwa 2 Zentimeter groß. Der hellbraune Samen ist länglich und wird 9 Millimeter lang und 6 Millimeter breit. 

## Verbreitung und Systematik
Euphorbia brassii ist im Osten von Papua-Neuguinea verbreitet.
Die Art steht auf der Roten Liste der IUCN und gilt als gefährdet (Vulnerable).
Die Erstbeschreibung der Art erfolgte 1994 durch Paul Irwin Forster. Ein Synonym zu dieser Art ist Euphorbia plumerioides var. macrocarpa Radcl.-Sm. (1980).